# George Goring, 1:e earl av Norwich
George Goring, 1:e earl av Norwich, född 1585, död 6 januari 1663, en engelsk soldat, var son till George Goring av Hurstpierpoint och Ovingdean, Sussex, och Anne Denny, syster till Edward Denny, earl av Norwich. Han adlades och blev en gunstling vid hovet. Han gynnades stort av de monopol han tilldelades av kung Karl I. Han blev baron Goring 1628 och medlem av Privy Council 1639.
Då problemen mellan Karl och parlamentet blev akuta ställde Goring helt sin förmögenhet till förfogande för den kungliga saken; och kungen återskapade titeln earl av Norwich, som hade utslocknat vid farbroderns död åt honom. Han reste med drottning Henrietta Maria till Nederländerna 1642 för att samla ihop pengar till kungen och under hösten följande år försökte han samla in militär hjälp och pengar hos Kardinal Mazarin i Paris. Detta avslöjades för parlamentet i januari 1644 i ett beslagtaget brev till Henrietta Maria. Han blev därmed anklagad för högförräderi och stannade förståndigt nog utomlands fram till 1647, då han fick återkomma under förevändningen att han sökte försoning.
Han kunde därigenom ta en viktig del i det engelska inbördeskriget 1648. Han ledde trupperna från Kent, vilka  Fairfax upplöste vid Maidstone och på andra platser och tvingades att ge villkorslöst ge upp vid Colchester. Han dömdes till exil i november 1648 genom röstning i Underhuset, men omröstningen annullerades följande månad.
Tidigt följande år prövades Norwich och fyra andra under domare John Bradshaw. Alla fem dömdes till döden 6 mars 1649, men nådepetitioner presenterades för parlamentet och Norwichs liv skonades av talmannens röst. Kort efter att han släppts fri från fängelset i maj 1649 anslöt han sig till Karl II:s exilhov. Han blev kapten i kungens livgarde under den engelska restorationen och med tanke på den förmögenhet han tillbringat i kungens tjänst fick han en årlig pension på 2000 pund.
Norwich avled i Brentford 6 januari 1663. Med hustrun Mary Nevill (död 1648), hade han fyra döttrar och två söner: George, Lord Goring; och Charles, som kämpade i inbördeskriget och ärvde faderns earltitel, men avled utan arvingar i mars 1671.
Han ägde Goring House, som låg på den plats där Buckingham Palace nu ligger.